# Porricondyla hypoxantha
Porricondyla hypoxantha är en tvåvingeart som beskrevs av Panelius 1965. Porricondyla hypoxantha ingår i släktet Porricondyla och familjen gallmyggor. Inga underarter finns listade i Catalogue of Life.